# Galceran de Rocabertí
Galceran de Rocabertí, eclesiàstic català, fou abat de Sant Quirze de Colera entre 1488 i 1489. D'aquest abat no se'n té cap altra notícia que la inclusió als abaciologis del monestir ni tampoc apareix en les genealogies dels Rocabertí.